# Croda Rossa di Sesto
La Croda Rossa di Sesto, ou Cima Dieci (Sextener Rotwand en allemand), est un sommet des Alpes, culminant à 2 965 mètres d'altitude dans les Dolomites, et en particulier dans le groupe des Dolomites de Sesto, en Italie. Le sommet est situé à l'intérieur du parc naturel des Tre Cime, et son massif marque la frontière entre le Tyrol du Sud et la Vénétie.

## Toponymie
Le nom original de la montagne est attesté en 1770 comme Rothwand et fait référence à la pierre rougeâtre qui caractérise la montagne ; l'étymologie réapparaît plus tard dans les dénominations adjacentes de Rotwald (« forêt rouge »), Rote Brücke (« pont rouge ») et Roter Stein (« pierre rouge »).

## Histoire

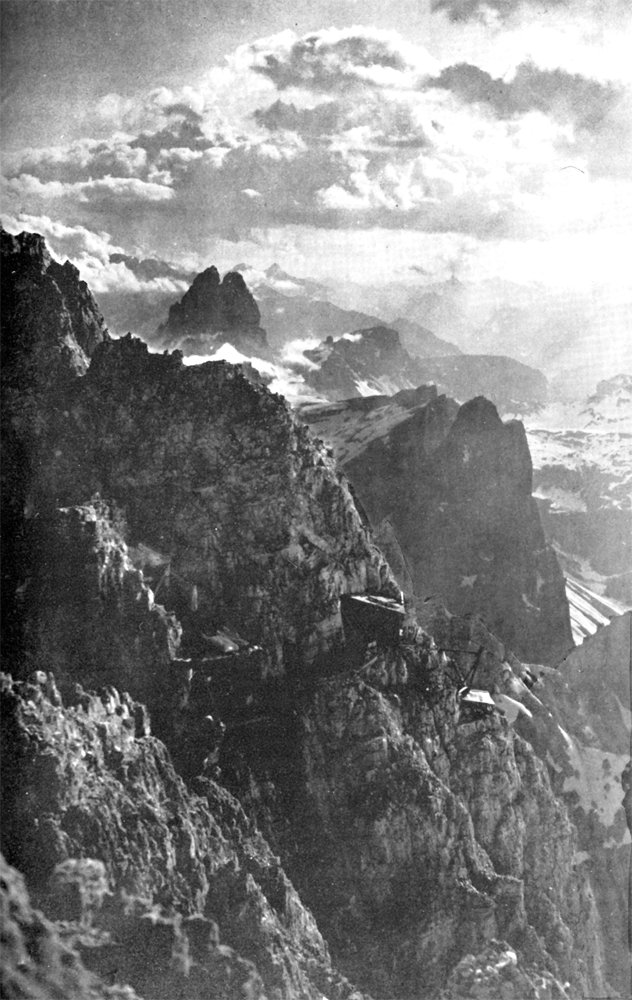
Positions autrichiennes sur la Croda Rossa di Sesto, pendant la Première Guerre mondiale.

La Croda Rossa di Sesto a été conquise pour la première fois le 20 juillet 1878 par Michael Innerkofler et Roland von Eötvös.
Elle fut le théâtre de batailles pendant la Première Guerre mondiale. Des troupes autrichiennes étaient stationnées sur ses pentes et au sommet, face aux Alpins italiens qui occupaient la Cima Undici toute proche.
Son sommet est facilement accessible grâce à des sentiers aménagés qui montent des différents versants ; le sommet est contourné par la Strada degli Alpini.
Avec d'autres pics des Dolomites, il forme le cadran solaire de Sesto, le plus grand cadran solaire en pierre du monde.

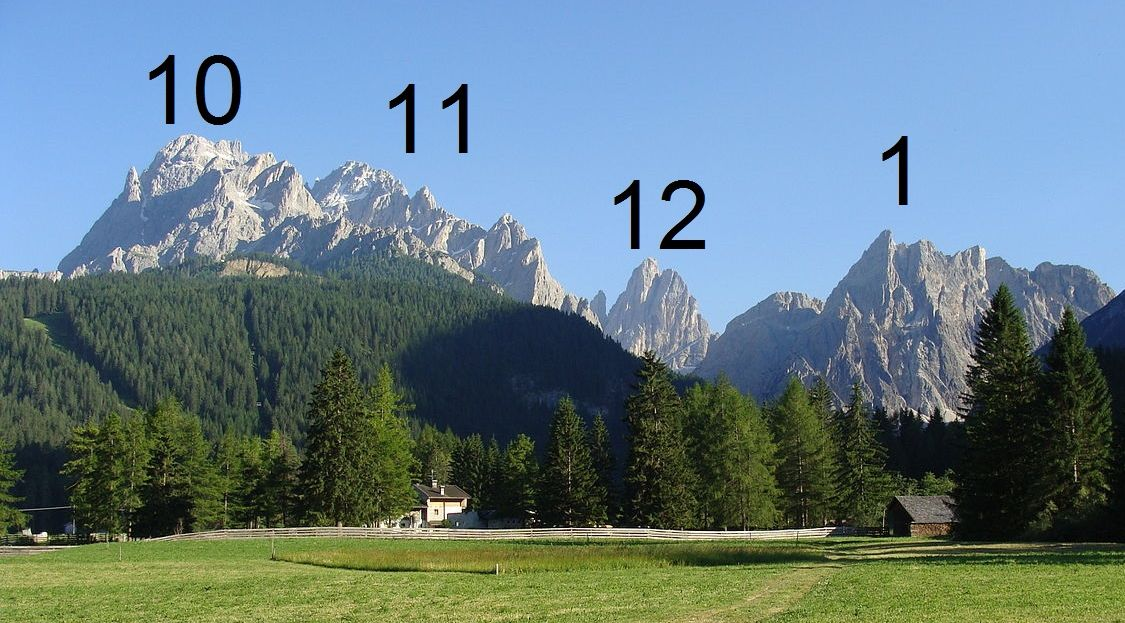
Quatre des cinq pics pouvant servir au cadran solaire (les chiffres des heures sont indiqués).

## Remontées mécaniques
Au nord de la Croda Rossa di Sesto, se trouvent des remontées mécaniques — deux télécabines et trois télésièges — qui font partie du domaine skiable Dolomiti Superski. Parmi les pistes de ski, le Holzriese est l'une des pistes noires les plus raides des Dolomites.
À côté de l'arrivée de la télécabine, il y a aussi le début de la piste de luge sur une piste naturelle de 5 km de long. Cette piste a été fermée en 2012 en raison de deux accidents, dont un mortel. Début 2013, la piste est rouverte.

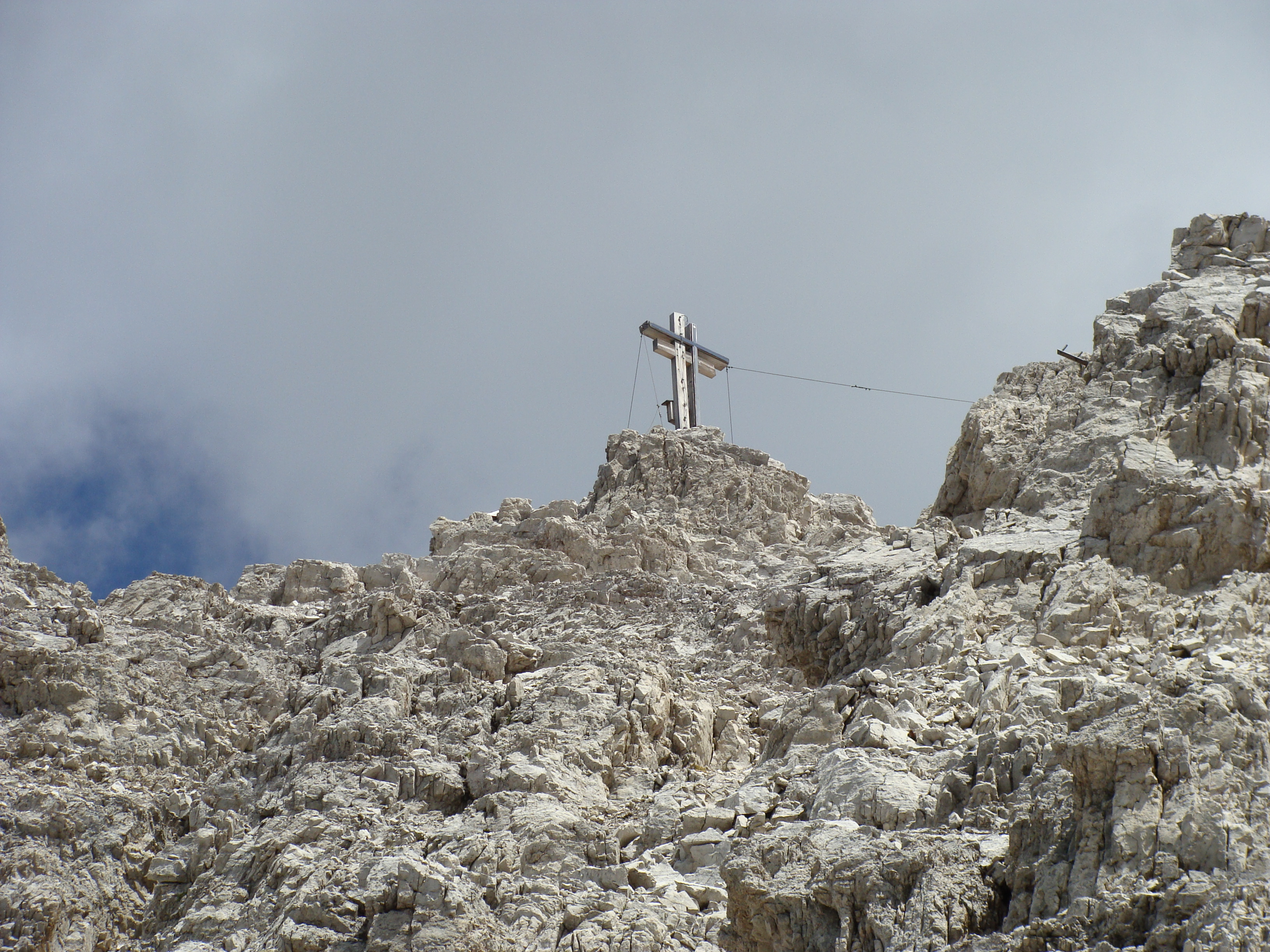
Croix sommitale.
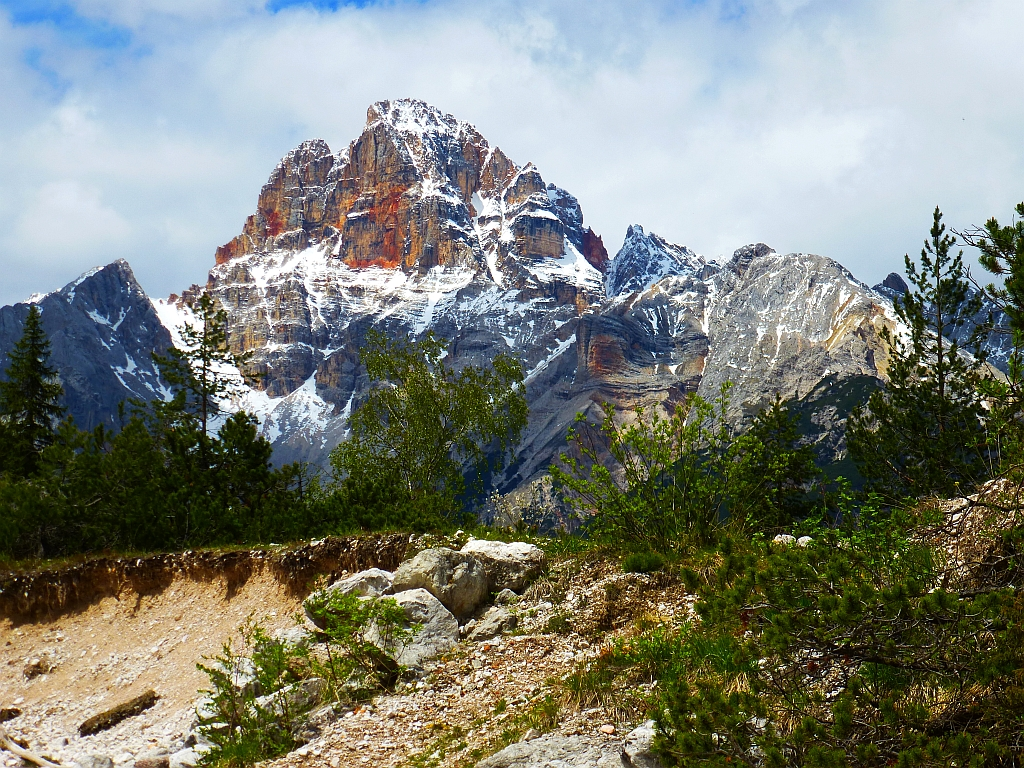
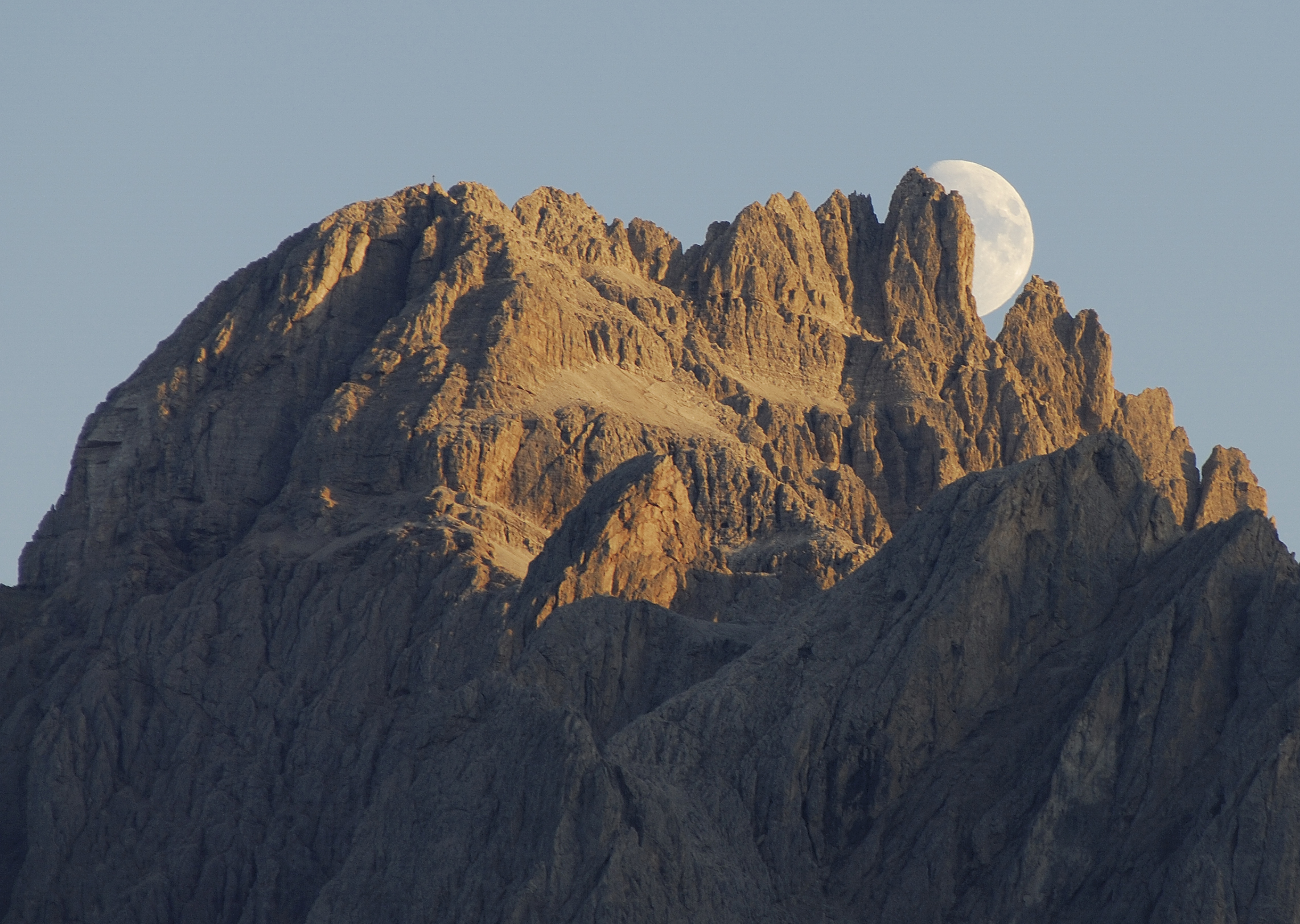